# Paraphylax basilewskyi
Paraphylax basilewskyi är en stekelart som först beskrevs av Pierre L. G. Benoit 1955.  Paraphylax basilewskyi ingår i släktet Paraphylax och familjen brokparasitsteklar. Inga underarter finns listade i Catalogue of Life.